# Wade H. McCree

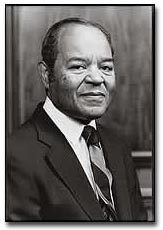
Wade H. McCree

Wade Hampton McCree, Jr. (* 3. Juli 1920 in Des Moines, Iowa; † 30. August 1987 in Detroit, Michigan) war ein US-amerikanischer Jurist und United States Solicitor General.

## Biografie
Nach dem Besuch der Boston Latin School studierte er an der Fisk University in Nashville und schloss dieses Studium 1941 mit einem Bachelor of Arts (B.A.) ab; anschließend begann er ein Postgraduiertenstudium der Rechtswissenschaften an der Law School der Harvard University. 1942 unterbrach er jedoch sein Studium und leistete während des Zweiten Weltkrieges von 1942 bis 1946 seinen Militärdienst bei der US Army. Zuletzt war er Hauptmann bei der 92. Infanteriedivision. Für seine Kriegsverdienste erhielt er nicht nur das Combat Infantrymen Badge, sondern auch einen Bronze Star. Anschließend setzte er sein Jurastudium fort und beendete dieses 1948 mit einem Bachelor of Laws (LL.B.) und wurde danach als Rechtsanwalt im Bundesstaat Michigan zugelassen.
1952 trat er in den Regierungsdienst von Michigan und war Kommissar (Commissioner) der Schadensersatzkommission für Arbeiter (Workmen's Compensation Commission). Im Anschluss wirkte er von 1954 bis 1961 als Richter am Bezirksgericht (Circuit Court) des Wayne County sowie danach als Richter am US District Court von Ost-Michigan. Diesem Bundesbezirksgericht gehörte er bis 1966 an. In diesem Jahr wurde er als Richter an den 6. US Court Appeals berufen; an diesem Bundesberufungsgericht mit Sitz in Cincinnati war er bis 1977 tätig.
Im März 1977 wurde McCree von US-Präsident Jimmy Carter zum US Solicitor General ernannt. Als solcher nahm er bis zum August 1981 die dritte Position im Justizministerium der Vereinigten Staaten ein. Nach seinem Ausscheiden aus dem Regierungsdienst hatte er von 1981 bis zu seinem Tode 1987 den Lewis M. Simes-Lehrstuhl für Rechtswissenschaften an der Law School der University of Michigan inne.